# Hoslundia
Hoslundia es un género monotípico de plantas con flores perteneciente a la familia Lamiaceae. Su única especie: Hoslundia opposita Vahl, Enum. Pl. 1: 212 (1804), es originaria de África tropical.

## Descripción
Es una hierba alta, con tallos angulosos, aterciopelados, las hojas pecioladas en verticilos de 3, son amplias, lanceoladas u oblongo-lanceoladas, agudas o acuminadas, cuneadas en la base, serruladas o crenado-dentadas. La inflorescencia en forma de panículas algo corimbosas, con un simple racimo, como las ramas; verticilos con 2-3-flores de color amarillo anaranjado. El fruto en forma de núculas dorsalmente comprimidas, orbiculares de color marrón.

## Sinonimia
- Hoslundia verticillata Vahl, Enum. Pl. 1: 213 (1804).
- Hoslundia oppositifolia P.Beauv., Fl. Oware 1: 53 (1806).
- Hoslundia decumbens Benth. in A.P.de Candolle, Prodr. 12: 54 (1848).
- Orthosiphon physocalycinus A.Rich., Tent. Fl. Abyss. 2: 180 (1850).
- Micranthes menthoides Bertol., Mem. Reale Accad. Sci. Ist. Bologna 9: 172 (1858).
- Clerodendrum micranthum Gilli, Ann. Naturhist. Mus. Wien 77: 29 (1973).[1]